# 엔테베 작전
엔테베 작전(영어: Operation Entebbe)은 1976년에 우간다 엔테베에 있는 엔테베 국제공항에서 일어난 에어 프랑스 항공기가 팔레스타인 테러리스트들에 의해 항공기 납치 및 이스라엘 특공대가 납치된 인질을 구출한 사건을 말한다.

## 납치
1976년 6월 27일에 팔레스타인 인민해방전선 소속 테러리스트 2명과 독일 적군파 소속 테러리스트 2명이 그리스 아테네 엘리니키온 공항에서 이스라엘 텔아비브 벤구리온 국제공항을 출발하여 프랑스 파리 파리 샤를 드 골 공항로 향하던 에어프랑스 139편을 납치하여 우간다에 소재한 엔테베 국제공항에 착륙시켰다.

## 인질 구출 작전
1976년 7월 4일에 이스라엘군 특공대가 인질을 구조하기 위해 인질들이 피랍된 엔테베로 침투하여 일명 '선더볼트'라는 구조 작전이 벌어졌다. 이스라엘군은 인질범 7명 전원과 우간다군 30명을 사살하였고, 납치된 인질 103명 전원을 구조하였다. 구조 과정에서 이스라엘군 1명 요나탄 네타냐후와 인질 3명이 사망하기도 하였다. 요나탄 네타냐후의 동생 베냐민 네타냐후는 이후 이스라엘의 총리가 되었다.

## 같이 보기
- 에어프랑스 8969편 납치 사건
- 루프트한자 181편 납치 사건